# Archibald Cochrane (kontraadmiral)
Kontraadmiral Archibald Cochrane, CMG, MID, britanski admiral, * 20. junij 1874, † 15. julij 1952.

## Življenje
Bil je sin viceadmirala Basila Edwarda Cochrana in njegove žene Cornelie Ramsay Owen; tudi njegov brat, Edward Owen Cochrane, je postal kontraadmiral.
20. aprila 1904 se je poročil z Mayo Amélio Lucilo Brooke, hčerko polkovnika Alureda de Vere Brooke.
Leta 1929 je postal pribočnik kralja Jurija V.; v začetku istočasno kot njegov brat Edward.

## Odlikovanja
- Mentioned in Despatches
- legija časti
- red Odrešenika Grčije
- red svetega Mihaela in svetega Jurija (1918)